# احکام اسلام
احکام اسلام به مجموعه فرمان‌های عملی و عبادی اسلامی گفته می‌شود. این احکام شامل آداب و مناسک اسلامی و همچنین عبادات هستند. احکام اسلام در علم فقه شرح و بسط می‌یابند و شامل دو گروه حکم تأسیسی و حکم امضایی هستند.
اگرچه شریعت به عنوان یک نظام حقوقی تعریف شده‌است، اما نمی‌توان از آن به عنوان قانونی بالغ بر اساس حقوق فردی به معنای امروزی، با حوزه، قواعد و حدود خاصی یاد کرد. امروزه قانون، اخلاق، سنت، اعتقاد و عبادت مفاهیمی متمایز هستند. اخلاق، آداب، اعتقادات یا عبادات توسط قانون تنظیم نمی‌شود و در محدوده قانون قرار نمی‌گیرد. اما این مفاهیم در شریعت به هم تنیده شده‌است. به عنوان مثال، نوشیدن یا ننوشیدن (مشروبات الکلی؛ خمر)، که امروزه در بسیاری از کشورها تنها یک موضوع ترجیحی است، یا اعمال جنسی بزرگسالان بر اساس رضایت متقابل یا گفتاری که به این امر اشاره دارد (قذف، ممکن است این یک مشکل اخلاقی با توجه به درک محلی باشد). یا ترک عقیده یا عبادت (ارتداد، این یک مشکل مذهبی است) با مجازات‌های کیفری بزرگ مواجه می‌شوند. تجاوز جنسی در قرآن جرم تعریف نشده‌است، اما فقها با در نظر گرفتن آن در محدوده روابط جنسی خارج از زناشویی (زنا) که به عنوان جرم تعریف شده‌است برایش مجازات در نظر گرفته‌اند. رویکرد قرآن به کشتار و مجروح کردن جنایات همانند سایر نمونه‌های تاریخی است. و تمایز عمدی و غیرعمدی نادیده گرفته شده‌است، جز اینکه بین دو مسلمان رخ می‌دهد (نساء؛ ۹۲). در قرآن، مجازات‌ها بر اساس انواع سرقت از قبیل کلاهبرداری، سرقت یا زورگیری درجه‌بندی نشده‌است. در بسیاری از جرایم تعزیری، مبنای قانونی (اصل قانونی بودن) وجود ندارد و قاضی وظیفه اثبات جرم یا تعیین مجازات مشابه برای همان جرم را در بین محکومان ندارد.
کشورهایی که شریعت را اجرا می‌کنند در مورد موضوعاتی مانند حقوق بشر، برابری، حقوق زنان، حمایت از کودکان، ترجیحات فردی و عدم حمایت از حقوق و آزادی‌های فردی با انتقاد شدید سازمان‌های بین‌المللی روبرو می‌شوند. این واقعیت که اسلام مفهوم حقوق و آزادی‌های فردی را در بر نمی‌گیرد، منبع مهم تعارض بین شرع و درک غربی‌ها از قانون است. مثلاً؛ بر اساس شرع، می‌توان افراد را به بدعت گذاران، مرتدان (یا به تعبیر ملایم گناهکاران) و برچسب‌های مشابه متهم کرد و مجازات‌های تا حد مرگ را برای آنها وضع کرد.
به عقیدهٔ برخی برخی تعاریف از جرایم مبتنی بر شرع و مجازات‌های تعیین شده برای این جرایم، اگر به‌طور سیستماتیک اعمال شوند، می‌توانند در چارچوب «جنایات علیه بشریت» ارزیابی شوند.

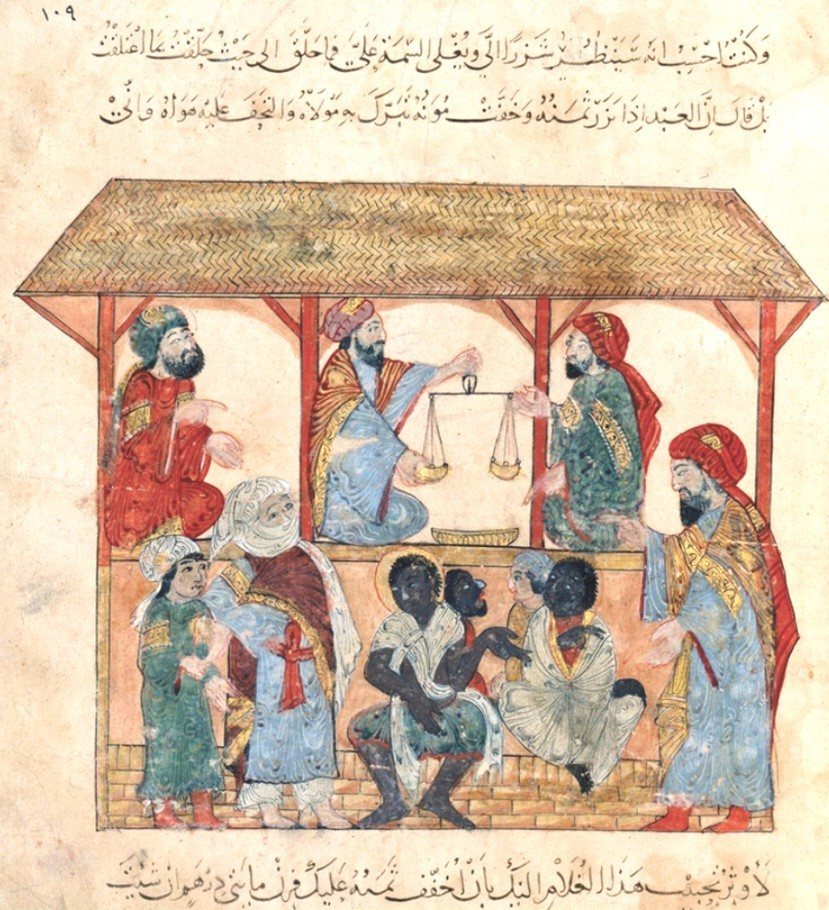
بازار برده قرن سیزدهم، یمن.

## حقوق جزای اسلامی
برای گناهان اسلامی در کتاب‌های فقهی کیفرهای زیر آمده‌است:
1. حدود (جمع حد): گناهان و جرائم مهمی که شارع اسلام برای آن‌ها جزا (کیفر) در نظر گرفته شده‌است عبارتند از: زنا، سحق- قیاده، قذف، نوشیدن مسکرات، دزدی، محاربه، ارتداد.
2. تعزیرات: کیفرهایی هستند که کم‌وکیف آن‌ها از طرف شارع اسلام تعیین نشده‌است، و به حاکم شرع اجازه داده‌است که به مصلحت خویش مرتکب گناه را تأدیب کند.
3. قصاص: عبارت است از انتقام بدنی از کسی که جنایتی را به صورت عمد و عدوان مرتکب شده‌است.
4. دیات (جمع دیه): غرامت و خسارت مالی را که شخص مرتکب در جنایت‌ها و صدمات غیرعمدی باید بپردازد دیات می‌گویند.

### قصاص
قصاص اقدامی است که در «نظم اجتماعی قبیله‌ای» قصاص تلقی می‌شود و بر اساس «معادل اجتماعی» انجام می‌شود. چه قربانی مذکر باشد، چه زن، چه برده، چه آزاد، چه نخبه و چه معمولی، یکی از اعضای قبیله قاتل (معادل قربانی در موقعیت اجتماعی) کشته می‌شود. به عنوان مثال، تنها یک برده می‌تواند برای یک برده کشته شود، و یک زن می‌تواند برای یک زن کشته شود. شرط معادل سازی اجتماعی در انتقام به این معناست که اگر طبقه پایین شخصی را از طبقه بالا بکشد، مجازات اعمال می‌شود و اگر فردی از طبقه بالا فردی از طبقه پایین را بکشد، هیچ تلافی نمی‌شود. در این صورت امکان پرداخت غرامت به خانواده مقتول وجود دارد.
آیات مختلف مجازاتی در قرآن دربارهٔ کشتار و زخمی شدن جنایات وجود دارد: اگرچه قطعی است طبق جنایت قصاص در جنایات قتل اعمال خواهد شد
«ای کسانی که ایمان آورده‌اید! قصاص در مورد قتل برای شما مقرر شده‌است؛ آزاده برای آزاد، و برده برای برده، و زن برای زن.» (۲: ۱۷۸)، وضعیت در آسیب مشخص نیست. برای چنین مجازاتی، (چشم در برابر چشم، دندان در برابر دندان، و غیره) عبارت «این‌گونه ما در کتاب به آن‌ها (بنی‌اسرائیل) نوشتیم» استفاده می‌شود. (۵:۴۵)

## کلیات
مسلمانان در جوامع اسلامی رعایت احکام اسلامی را به صورت سنتی یک ضرورت می‌دانند. به قوانین اسلامی شریعت گفته می‌شود و فلسفه حقوقی اسلام را فقه می‌گویند و بیشتر شیعیان منابع فقهی را به قرآن، پیامبران، امامان و عقل تقسیم می‌کنند اما اهل تسنن معمولاً منابع فقهی را به قرآن، سنت، اجماع، قیاس، قول صحابی، استحسان و… طبقه‌بندی می‌کنند.

## حکم تأسیسی و امضایی
حکم تأسیسی حکم و قانونی است که قبلاً وجود نداشته و جدیداً تأسیس و وضع شده باشد.
حکم‌امضایی حکم و قانونی‌است که در قوانین قدیم (و یا در عرف و عادت) وجود داشته، لیکن مقنّن آن حکم را اکنون در قوانین جدیدی که وضع می‌کند به‌کار می‌برد؛ که این‌عمل، به‌معنای تأیید و امضای قانون قدیم است؛ به همین دلیل به این حکم «حکم‌امضایی» می‌گوییم.

## وظیفه انسان نسبت به احکام
احکام اسلام به پنج دسته تقسیم می‌شوند:
واجب: یعنی کاری که باید انجام شود. مانند نماز
حرام: کاری که نباید انجام شود. مانند دزدی
مستحب: کاری که خوب است انجام شود ولی ترک آن نیز جایز است مثل نمازهای مستحب
مکروه: کاری که بهتر است انجام نشود، مثل قسم خوردن راست به خدا.
مباح: کاری که انجام و ترک آن مساوی است. مثل راه رفتن
این اقدامات پیامدهای «مادی یا اخلاقی» از نظر شرعی دارد.